# Dasychira compsa
Dasychira compsa är en fjärilsart som beskrevs av Collenette 1933. Dasychira compsa ingår i släktet Dasychira och familjen tofsspinnare. Inga underarter finns listade i Catalogue of Life.